# ほぼシングルベスト
『ほぼシングルベスト』（ホボシングルベスト）は、宮村優子の9枚目のアルバムであり、2枚目のベストアルバムである。1999年12月1日、ビクターエンタテインメントより発売。

## 解説
- 前年にリリースされた『めっちゃベスト』に続く、2枚目のベストアルバム。『めっちゃベスト』ではオリジナルアルバムに収録された楽曲から選曲されたが、今作では全曲がオリジナルアルバム未収録で、中にはアルバム初収録の楽曲もある。
- 「Go! Love Sick」は、宮村自身が俳優として出演した特撮ドラマ「救急戦隊ゴーゴーファイブ」のボーカルアルバムに収録されていた楽曲、楽曲の版権は他社が持っていたが、オリジナル楽曲のまま今作に収録されている。

## 収録曲
1. くるみパン
  - 作詞：高井健 with Love Palette、作曲：Love Palette、編曲：保刈久明

3rdシングル、ラジオドラマ「魔神英雄伝ワタル外伝 ピュアピュアヒミコ」エンディングテーマ
2. 蒼い風の向こうに
  - 作詞・作曲：ØKI（THE STREET BEATS）、編曲：井上日徳

OVA・ラジオドラマ「綾音ちゃんハイキック!」エンディングテーマ
3. Go! Love Sick
  - 作詞：藤林聖子、作曲・編曲：佐橋俊彦

特撮ドラマ「救急戦隊ゴーゴーファイブ」イメージソング
4. そんなKISSじゃ許さない
  - 作詞：高井健、作曲：Love Palette、編曲：保刈久明

「くるみパン」カップリング曲、ラジオ「宮村優子の直球で行こう!」テーマソング
5. ENDLESS PARTY
  - 作詞：青島雪男、作曲：関口和之、編曲：高浪敬太郎、歌：宮村優子 with 岩田光央

2ndシングル、ラジオドラマ「ぼくのマリーWARS!!」オープニングテーマ
6. One Summer Day
  - 作詞・作曲：Love Palette、編曲：保刈久明

シングル「KANON」カップリング曲
7. 夢みる乙女たち
  - 作詞：青島雪男、作曲・編曲：保刈久明、歌：宮村優子・浅田葉子

サウンドトラックアルバム『ぼくのマリーRadio Attack』より、同作で共演していた浅田葉子とのデュエット楽曲。
8. Hey!Hey!最強のメロディー
  - 作詞：泉水敏郎、作曲：Love Palette、編曲：米光亮、歌：岩田光央・宮村優子

ラジオCD『爆ジルCD「北枕」』より、爆ジルビデオ「踏み放題」テーマソング
9. 街や森や月へ
  - 作詞：泉水敏郎、作曲・編曲：保刈久明

シングル「Pi・Pi・Pi」カップリング曲、ラジオドラマ「悪霊狩り〜ゴースト・ハント〜」主題歌
10. ワイルド・ワイルド・エンジェル
  - 作詞：泉水敏郎、作曲・編曲：保刈久明

テレビアニメーション「超魔神英雄伝ワタル」キャラクターソング
11. 結婚しようよ
  - 作詞：泉水敏郎、作曲・編曲：保刈久明、歌：宮村優子・氷上恭子

ラジオCD『爆ジルCD「北枕」』より
12. 根性サンバ
  - 作詞：川崎ヒロユキ、作曲・編曲：田中公平

シングル「根性戦隊ガッツマン」カップリング曲
13. おっぱいがいっぱい
  - 作詞：冬杜花代子、作曲：三木たかし、編曲：藤野浩一

シングル『オー・チンチン』（歌：岩田光央）カップリング曲、ぶんけかなのカバー曲。
14. いちばん大好き〰終わる夏のフレイヴァー
  - 作詞：泉水敏郎、作曲：Love Palette、編曲：保刈久明

ラジオCD『ラジオじゃ聞けないぼくマリWARS!!』より、アルバム『不意打ち』では村山達哉編曲によるオーケストラアレンジで収録。
15. 蜜の光
  - 作詞：泉水敏郎、作曲・編曲：保刈久明

テレビアニメーション「超魔神英雄伝ワタル」キャラクターソング
16. Growin’ Up!
  - 作詞：泉水敏郎、作曲・編曲：長谷川智樹、歌：宮村優子・岩田光央

岩田光央とのラジオパーソナリティーコンビ5周年を記念して製作された楽曲、宮村のシングル「名探偵は人生を答えず」と同日発売。
17. 水曜日の惑星
  - 作詞・作曲・編曲：長谷川智樹

シングル「アリガト」カップリング曲、『めっちゃベスト』にも収録。